# Prasonica nigrotaeniata
Prasonica nigrotaeniata är en spindelart som först beskrevs av Simon 1909.  Prasonica nigrotaeniata ingår i släktet Prasonica och familjen hjulspindlar. Inga underarter finns listade i Catalogue of Life.